# Alboconis cretacica
Alboconis cretacica is een insect uit de familie van de dwerggaasvliegen (Coniopterygidae), die tot de orde netvleugeligen (Neuroptera) behoort. 
De wetenschappelijke naam Alboconis cretacica is voor het eerst geldig gepubliceerd door Nel et al. in 2005.